# Marthe Donas
Marthe Gabrielle Donas, née à Anvers le 26 octobre 1885 et morte à Audregnies le 31 janvier 1967, est une peintre belge, Elle a adopté le nom d′artiste Tour Donas ou Tour d’Onasky.

## Biographie

### Jeunesse
Marthe Donas naît de Julienne Isenbaert et de Romain Donas, un vendeur de fruits secs. Dès l′enfance, elle s′intéresse à l′art et dessine beaucoup, passion qui a pu être nourrie par son grand-père, un peintre de marines d′Anvers.
Contre la volonté de son père, Marthe Donas commence des cours à l′Académie royale des Beaux-Arts d′Anvers en 1902 puis entre au Hoger Instituut voor Beeldende Kunsten. Lorsque la guerre éclate, sa famille migre aux Pays-Bas, en Irlande où elle apprend la technique du vitrail. Marthe Donas arrive à Paris en 1916 où elle fréquente l′Académie de la Grande Chaumière et l′Académie Ranson. Elle découvre le cubisme dans l'atelier d'André Lhote.

### Carrière dans un monde masculin
En 1917, lors d′un séjour sur la côte d′Azur, elle rencontre Alexandre Archipenko, ils créent de nombreuses oeuvres ensemble et développent une relation amoureuse. Le couple revient à Paris après la guerre et intègre la Section d'Or ou groupe de Puteaux, qui rassemble de nombreux artistes, parmi lesquels Léger, Braque, Gleizes, Duchamp, Brancusi, Kupka. La présence de Marthe Donas est favorisée par Archipenko qui écrit par exemple à Herwarth Walden en 1919 « Je vous recommande bien fort d′inviter pour votre salon un peintre moderne de grand talent ’Tour Donas’. C′est mon meilleur élève ».
En effet, Marthe Donas adopte tout d′abord le pseudonyme Tour d′Onasky, qui devient ensuite Tour Donas pour ne pas faire apparaître son genre dans son nom, pour éviter les stéréotypes envers les femmes, comme celui selon lequel elles ne seraient pas capables d′atteindre l′abstraction.
L′artiste atteint une renommée internationale dans l′entre-deux-guerres. Dans la revue De Stijl de Theo van Doesburg paraissent différents articles qui lui sont consacrés. En 1921, elle expose à la galerie Der Sturm à Berlin chez le célèbre marchand de tableaux Herwarth Walden. Elle expose au Salon des indépendants de 1927 les toiles Siestes et Garçon avec arc, en 1928, Sous la lampe et Les Blanchisseuses et en 1929, La Vierge rose et La Petite Dame au parasol.
Au début des années 1920, elle se sépare d′Archipenko, la Section d′Or est dissoute et elle retourne à Anvers. Elle épouse ensuite le philosophe Harry Franke, reprend contact avec l′Avant-Garde bruxelloise et entre dans le groupe l′Assaut.
Marthe Donas meurt le 31 janvier 1967 à Audreignies.

## Œuvre
Donas développe tout d′abord un style cubiste inspiré d′André Lhote. Elle s′oriente ensuite vers l′abstraction. Sa toute première œuvre abstraite date de 1917. Elle est la première femme à représenter la peinture abstraite en Belgique. Dans le catalogue de la Société Anonyme, Inc., la collection d'art de Katherine Dreier qui est conservée à l'université Yale aux États-Unis, Dreier la nomme « the first woman abstract painter ».
Dans la production artistique du XXe siècle, Marthe Donas occupe une place importante. Michel Seuphor qualifiera son œuvre de cubisme quasi abstrait et la classera parmi les pionniers de l'art abstrait.
Après sa mort, son travail tombe dans l′oubli et est occulté par celui d′Archipenko. Il est de plus en plus réhabilité à travers des expositions et l′action de la Marthe Donas Foundation créée en 2003 pour promouvoir son oeuvre. Un musée lui est également consacré à Ittre, en Belgique.